# Stazione di Menfi
La stazione di Menfi è stata una stazione ferroviaria posta lungo la ex linea ferroviaria a scartamento ridotto Castelvetrano-Porto Empedocle chiusa nel 1986, era a servizio del comune di Menfi.

## Storia
La stazione venne inaugurata nel  21 febbraio 1914 insieme alla tratta Selinunte-Sciacca. Nel 1986 la stazione cessò il suo funzionamento insieme alla tratta Castelvetrano-Ribera.

## Strutture e impianti
Era composta da un fabbricato viaggiatori, un magazzino merci e da due binari e due tronchini al servizio dello scalo merci. L'ex magazzino merci è stato ristrutturato in una enoteca da una vicina azienda vinicola.

## La pista ciclabile di Menfi
La stazione si trova al centro della pista ciclabile di Menfi un percorso ciclopedonale nato dalla riconversione della vecchia linea ferroviaria Castelvetrano – Ribera che offre ai cicloturisti e ai turisti amanti delle lunghe passeggiate un meraviglioso palcoscenico naturale che costituisce un insieme di archeologia, paesaggio marino e montano, di rilevanza turistica non trascurabile.
La pista ciclabile misura complessivamente circa 17 km distinti nelle due tratte che si diramano ad ovest ed a est del centro urbano di Menfi. Il percorso che si snoda ad est giunge fino al fiume Carboj, al limite del territorio del Comune di Sciacca, ed ha una lunghezza di 8.824,30 metri. Il percorso che si snoda ad ovest, che ha una lunghezza di 7.943,95 metri, attraversa il Borgo Marinaro di Porto Palo arrivando fino al Vallone Gurra di Mare, allacciandosi alla linea dismessa ricadente nel territorio del Comune di Castelvetrano, prevede punti di sosta ombreggiati, fontanelle, bagni e punti di informazione.
Il tempo di percorribilità dell’intera tratta in bici è previsto in ore 1,30 circa.

## Galleria d'immagini

Locomotiva RD 142 in manovra presso lo scalo merci della stazione
RD 142 al traino di un treno merci presso lo scalo merci della stazione
treno composto da RALn 60 e rimorchiata RLDn 32 in coda in sosta alla stazione
Automotrice RALn 6025 al binario 2 pronta alla partenza in direzione Castelvetrano